# 로니 데반티르
로니 데반티르(Lonnie Devantier, 1972년 11월 28일 ~ )는 덴마크의 가수이다. 유로비전 송 콘테스트 1990에서 덴마크 대표로 참가했다.